# Sonja Benskin Mesher
Sonja Benskin Mesher, RCA, (* 1947 in Bournemouth, England) ist eine Malerin.

## Leben und Werk
Benskin Mesher arbeitet für Museen und Galerien in Europa und in den USA. Im Mai 2010 beteiligte sie sich an der Ausstellung A Book About Death in Machynlleth mit einem Beitrag zur Sterbekultur in der Kunst.
Traditionell arbeitet sie mit Ölfarben, Wasserfarben, Kohle, unter anderem in der Tradition des Fluxus. Benskin Mesher lebt in Wales.

## Arbeiten (Auswahl)
- 2010 Theatre Harlech
- 2007 Unicorn Theatre, London
- 2005 Bare Feet Gallery, Dublin
- 2002 Old Hall Gallery, Cowbridge
- 2000 Norwegian Church Arts Centre, Cardiff